# Giuseppe Moioli
Giuseppe Moioli (Mandello del Lario, Lombardía, 8 de agosto de 1927-Mandello del Lario, 5 de mayo de 2025) fue un deportista italiano que compitió en remo.

## Carrera deportiva
Participó en tres Juegos Olímpicos de Verano entre 1948 y 1956, obteniendo una medalla de oro en Londres 1948 en la prueba de cuatro sin timonel. Ganó seis medallas de oro en el Campeonato Europeo de Remo entre 1947 y 1958.

## Palmarés internacional
| Juegos Olímpicos   | Juegos Olímpicos         | Juegos Olímpicos | Juegos Olímpicos   |
| Año                | Lugar                    | Medalla          | Prueba             |
| ------------------ | ------------------------ | ---------------- | ------------------ |
| 1948               | Londres (Reino Unido)    | Medalla de oro   | Cuatro sin timonel |
| Campeonato Europeo |                          |                  |                    |
| Año                | Lugar                    | Medalla          | Prueba             |
| 1947               | Lucerna (Suiza)          | Medalla de oro   | Cuatro sin timonel |
| 1949               | Ámsterdam (Países Bajos) | Medalla de oro   | Cuatro sin timonel |
| 1950               | Milán (Italia)           | Medalla de oro   | Cuatro sin timonel |
| 1954               | Ámsterdam (Países Bajos) | Medalla de oro   | Cuatro sin timonel |
| 1956               | Bled (Yugoslavia)        | Medalla de oro   | Cuatro sin timonel |
| 1958               | Poznań (Polonia)         | Medalla de oro   | Ocho con timonel   |